# Пюгяярви (озеро, Олонецкий район)
Пюгяярви — озеро на территории Коверского сельского поселения Олонецкого района Республики Карелия.

## Общие сведения
Площадь озера — 0,9 км². Располагается на высоте 39,0 метров над уровнем моря.
Форма озера лопастная, продолговатая, вытянуто с севера на юг. Берега озера каменисто-песчаные, возвышенные.
Озеро поверхностного стока не имеет.
Код водного объекта в государственном водном реестре — 01040300211102000014633.